# Moderate Sammlung für Åland
Die Moderate Sammlung für Åland (schwedisch Moderat Samling för Åland, Abkürzung MSÅ oder M) ist eine liberal-konservative Partei auf den weitgehend autonomen zu Finnland gehörenden Åland-Inseln.

## Geschichte
Im Jahr 1967 gründete sich mit der Freisinnigen Zusammenarbeit (schwedisch Frisinnad Samverkan) der älteste Vorgänger der Moderaten Sammlung für Åland. Unter diesem Namen bestand diese Partei bis 2011, als sie sich in Moderate auf Åland (schwedisch Moderaterna på Åland) umbenannte. Bereits zwei Jahre später kündigte die Tageszeitung Nya Åland am 28. Oktober 2013 an, dass die Ungebundene Sammlung auf Åland in die Moderaten auf Åland zur Moderaten Sammlung für Åland fusionieren werde. Ein Teil der Ungebundenen Sammlung auf Åland bestand jedoch weiter fort, während sich eine Gruppe um die ehemalige Parteivorsitzende der Ungebundenen Sammlung auf Åland, Gun-Mari Lindholm, der neuen Sammlung anschloss.
Die besten Wahlergebnisse erreichte die Partei bei der Parlamentswahl in Åland 1991 und bei der Parlamentswahl in Åland 1995, bei denen sie jeweils 6 Mandate erringen konnte. Bei der ersten Wahlteilnahme als Moderate Sammlung für Åland bei der Parlamentswahl in Åland 2015 kam die Partei auf 5 Mandate und beteiligte sich an einer Regierung mit Ålands Sozialdemokraten und den Liberalen auf Åland unter Katrin Sjögren (Lib).

## Ausrichtung
Die Moderate Sammlung für Åland versteht sich als moderne bürgerliche Partei. Zu dem liberal-konservativen Programm der Partei gehört die Eigenverantwortung des einzelnen Menschen in der Gesellschaft, in der es keine Wertigkeitsunterschiede zwischen verschiedenen Menschen gibt. Darüber hinaus haben auch die Sicherheit sowie Recht und Ordnung einen hohen Stellenwert. Für Åland wünscht sich die Moderate Sammlung für Åland eine blühende Geschäftswelt mit einem kompetenten und effizienten öffentlichen Sektor.

## Wahlergebnisse
| Jahr | Sitze | Stimmen | Stimmen |
| ---- | ----- | ------- | ------- |
| 1979 | 4     | 1.295   | 13,9 %  |
| 1983 | 5     | 1.727   | 16,6 %  |
| 1987 | 5     | 1.839   | 17,3 %  |
| 1991 | 6     | 2.130   | 19,8 %  |
| 1995 | 6     | 2.310   | 20,6 %  |
| 1999 | 4     | 1.750   | 14,5 %  |
| 2003 | 4     | 1.677   | 13,6 %  |
| 2007 | 3     | 1.233   | 9,6 %   |
| 2011 | 4     | 1.810   | 13,9 %  |
| 2015 | 5     | 2.470   | 17,9 %  |
| 2019 | 4     | 1.962   | 13,8 %  |
| 2023 | 4     | 1.761   | 12,5 %  |

| Jahr | Sitze | Stimmen | Stimmen |
| ---- | ----- | ------- | ------- |
| 1995 | 20    | 2.215   | 19,4 %  |
| 1999 | 14    | 1.963   | 16,1 %  |
| 2003 | 11    | 1.732   | 13,8 %  |
| 2007 | 14    | 1.951   | 14,6 %  |
| 2011 | 12    | 1.756   | 13,0 %  |
| 2015 | 23    | 2.803   | 19,2 %  |